# Антигравитационо одело
Антигравитационо одело (у стручној литератури анти-G одело, заштитно пилотско одело, анти-g панталоне), је додатна одећа за пилоте ваздухоплова, која покрива делове тела испод срца, и стварањем контрапритиска у коморама одела, у организму пилота ограничава неправилну прерасподелу крви у њиховом телу, када су изложени прекомерном дејству гравитационе силе (g-убрзању) у току летења.
| „ | Луј Блерио, 1922… Није отпорност материјала та која ограничава акробатске способности у вештачким птицама, већ физиолошка отпорност човека, који је мозак вештачких птица. | ” |

Убрзање (g) је један од главних физичких стресогених утицаја на организам посада ваздухоплова, и повезан је са акробатским и борбеним летовима. Још од раних дана авијације више од 10% пилота борбених авиона обавештавало је своје лекаре о настанку неочекиваног губитака свести, док су летели разне акробатске маневре. Неочекивани губитака свести (енгл. LOC), током стрмог заокрета авиона, први пут је описан од стране пилота 1918, као (енгл. fainting in the air) и све више је постајао проблем у време ране ваздухопловне трке за превласт у ваздушном простору бројних земаља света. Права учесталост таквих догађаја у ваздухопловству је сигурно знатно већа, али због честе амнезије која прати ову појаву, многи пилоти не пријављују повремени губитак свести, јер нису у стању да региструју његову појаву. Иако је овакав губитак свести, краткотрајан, и обично сличан синкопи, његове последице могу бити фаталне због губитка контроле над авионом.
У једном од извештаја Америчког ратног ваздухопловства, наводи се да је 18 удеса ваздухоплова у периоду 1982. до 1990. изазвано губитком свести пилота у току лета. То говори о великом значају заштите организма пилота од дејства убрзања.

## Силе убрзања у авијацији
У току праволинијског кретања, (нпр. у фази полетања), на авион и тело пилота делује позитивна сила убрзања, (по „х“ оси координатног система +Gx), (види слику). Ова сила на тело пилота делује у правцу грудни кош - кичмени стуб. У току слетања при кочењу (успоравању), на пилота делује сила успорења у истој „х“ оси али супротног смера (негативна сила) (-Gx), која у организму делује у смеру кичмени стуб - грудни кош. У оба случаја сила гравитације не испољава већи утицај, јер се код појаве ове врсте убрзања у току лета не дешавају значајне промене у прерасподели крви у организму пилота.
За разлику од убрзања по „х“ оси координатног система, убрзања по „z“ оси +Gz која делују у смеру глава - седиште пилота (позната и као „позитивна убрзања“), доводе до значајне прерасподеле крви из горњих делова изнад срца у доње делове тела испод срца (виси слику). Због овакве прерасподеле мозак и срце остају без крви. Срце ради на „празно“ а мозак не добија потребну количину кисеоника, што доводи до настанка хипоксије, која резултује прво блажим поремећајима у раду срца и дисања а затим и губитком свести што може бити фатално за пилота, због губитка контроле над ваздухопловом.
Удаљеност срца од доњих делова тела у значајној је „негативној“ корелацији са толеранцијом на убрзања. Према студији, која је анализирала утицај разних положаја седишта, установљено је да високо постављено узглавље са усправним седењем у седишту, ствара већу неподношљивост на (+Gz) убрзање. Хидростатски учинак на артеријској страни циркулације постаје важан само на високим убрзањима. На пример; код +9 Gz, артеријски притисак у ногама пилота који седи може теоретски достићи до 630 mmHg (нормално 120-150 mmHg.

Висока g-убрзања настају углавном код војних и спортских пилота у току; акробатског летења, ваздушне борбе, избегавања противваздушне одбране, код грешака у пилотирању итд. До одређеног степена посаде ваздухоплова могу негативни утицај високих g-оптерећења ублажити или успорити одговарајућим активностима људског организма као што је; повећање мишићног тонуса или посебна врста дисања. Нажалост и/или често ове мере су недовољне па их је потребно подржати техничким решењима; 
- променом угла седишта,
- дисањем кисеоника под натпритиском и
- применом специјалних анти- одела.

Било кроз заједничку примену свих мера или комбиновањем неких од наведених могућности, може се до одређене границе купирати негативно дејство убрзања. Међутим и поред примене ових мера ако вредности g-убрзања и даље расту, могућност ових мера се исцрпљује и оне не могу у потпуности спречити све његове негативне утицаје.

### Потешкоће у организму које убрзање ствара у било којој оси кретања
- Изнад +,-2,5 G, устајање из седишта је отежано.
- На +,-3 G у удови се тешко могу покретати, тако да у случају потребе за напуштањем ваздухоплова, пилот мора да користи избациво седиште.
- На 8 g било који покрет је немогућ. Ако се правилним ергономским распоредом пилотске палице и других команди, пилоту обезбеди да уз минимум покрета може управљати ваздухопловом, он може издржати убрзања и до +12 G, па и више.
- Пилотска кацига и у њој монтирана опрема, својом тежином, може правити посебне механичке проблеме због промене центра равнотеже, и заједно са главом у току великих g оптерећења врши снажан притисак на вратни део кичме и вратне мишиће.
- На +8 позитивног убрзања у смеру глава-ноге пилот не може главу са шлемом да држи подигнуту, (па се пилотима саветује да браду спусте према грудном кошу).
- Пролазна компресија кичменог стуба у карличном делу може бити и до 5 mm, на убрзању од +7Gпри дејству убрзања у правцу глава-ноге.

## Историја
Развој авијације између првог и Другог светског рата донекле су успорили и чести губици свести код пилота неких савременијих авиона током 1920. Ови авиони током маневра стварали се јаке центрифугалне силе које су у телу пилота проузроковале прерасподелу крви из главе у доње делове тела што је отежало рад њиховог срца и мозга. Лишен кисеоника у мозгу (стање звано хипоксија или аноксија), пилоти су често доживљава прво губитак вида, а затим несвестицу.
Агресивна технике бомбардовања, примењивана током 1930, производила је још већа убрзања током извлачења авиона на крају бомбардовања. У неколико тада објављених извештаја описана је појава, убрзањем изазваног „неочекиваног губитака свести“.
Војска у најразвијенијим земљама Света, тога доба, брзо је схватила да је убрзање постаје све више један од најважнијих проблема који утиче на перформансе њихових пилота и ваздухоплова у борбеним летовима, и да бројна истраживања научника у будућности треба да омогуће да се толеранција на гравитационо оптерећење пилота значајно повећа применом одговарајућих заштитних мера.
У раздобљу од 1930. до 1940, Немци експериментишу са људима (у почетку са добровољцима а касније са ратним заробљеницима) и одређују толеранцију различитих делова људског тела на убрзање. Ови проблеми су исправно приписани „можданој малокрвности“ изазваној центрифугалним силама које су неколико пута биле веће од силе гравитације.
У циљу заштите пилота, 1934. Ратно ваздухопловство САД развија пнеуматски „појас за заштиту од убрзања“, састављен од трбушне пресе, коју је пилот напумпавао пре почетка бомбардовања. Овај уређај вероватно је имао само минимални учинак на дејство убрзања.
Подржан од нобеловаца, Сер Фредерика Бантинга, једног од оснивача ваздухопловне медицине у Канади, Вилбур Френк је захваљујући донацији енгл. Harry McLean’s од 5.000 долара у Канади купио потребан материјал и ангажовао кројача да направи прво антигравитационо одело, које је по њему названо „Френково летеће одело“. Одело је у строгој тајности (због стратешког значаја за ваздухопловство) шивено на старој шиваћој машини у Френковој канцеларији. У мају 1940, Френк (који је тада први пут летео у авиону) обукао је ову прву грубо сашивену верзију сопственог, „летећег одела“, и сео у авион Флит фиш (енгл. Fleet Finch) на аеродрому Борден у Канади. Након агресивног акробатског летења, на које је инсистирао Френк, пилот је изложио авион убрзању од око, токо наглог успона после стрмог понирања. Пилот је доживео привремени губитак вида у виду сиве копрене, али не и Френк, захваљујући оделу. Следили су нови пробни летови са Френковим „летећим оделом“ у трајању од 30, затим 45 минута. У свим тим летовима испитаник није доживе поремећај вида и свести али је пријавио „значајан осећај умора у ногама и стопалима“ на крају лета. Трећи тест у трајању од 55 минута учињен наредног дана, код испитаника је изазвао пролазни симптом поремећаја вида (сиву копрену). Због тајности пројекта и могућих катастрофа у току летења, са пробним антигравитационим оделом, даља истраживања утицаја убрзања условила су развој хуманих центрифуга, лабораторијских уређаја, за истраживањима на земљи, у којима је на крају ротирајућег рамена дугог 20-30 стопа, окретањем у круг стварана сила убрзања, које је деловало на људе или експерименталне животиње, смештене у капсули монтираној на њеном крају.
Прве центрифуге направљене за истраживања у авијацији произведен су у Немачкој и САД током 1930, нешто касније хуману центрифугу добијају и институти Ваздухопловне медицине у Јапану, Совјетском Савезу, Аустралији, и у још неколико других европских земаља. 
Франк Котон професор физиологије на Универзитету у Аустралији 1931. утврђује центар гравитационе силе у телу човека, што представља основу за конструисање првог антигравитационог одела. За разлику од Вилбур Франка из Канаде који је конструисао анти-„G“ одело испуњено водом (тзв. „Марк 3“ летачко одело), Франк Котон, конструише прво летачко одело у које се упумпавао ваздух.
Опсежна истраживања у Минесоти -(енгл. Mayo Clinic, Rochester, Minnesota), током 1940. довела су до развоја пет пнеуматских анти-G одела (названа „g панталоне“), која су значајно повећала издржљивост организма у току дејства убрзања.
Канађани Вилбур Франк и Фредерик Бантинг, након бројних истраживања, на једној од првих центрифуга у свету, коју су сами конструисали за те намене, током 1940. израдили су прво течношћу испуњено анти-G одело, у којем се воде налазила између два слоја гуме (Марк 1,2 и 3 Франково летачко одело). Ово одело је, након уласка пилота у авион од стране земаљског особље пуњено течношћу. Његова израда и примена вршена је у строгој тајности како пројекат, који је давао значајну маневарску способност савезничким пилотима, не би доспео у руке немачке војске, што је утицало да дуже време ово одело није било у оперативној употреби.
У борбеним дејствима, одело је први пут применило неколико пилота, Хокер харикена и Спитфајера новембра 1942, у току инвазије Савезничких снага на подручја Орана и Марока у Северној Африци. Након извршеног задатка пилоти су у свом извештају навели да су им се маневарске способности значајно побољшале у односу на непријатеља уз одсуство поремећаја вида познатог као „сива копрена“ која се често јављала у ранијим летовима. Након 1942. до краја Другог светског рата, ово одело користе амерички пилоти за време борбених дејстава на Пацифику.
Након ових извештаја  RAF  (Британско краљевско ваздухопловство) је препоручило увођење одела у оперативну употребу, наводећи да ће то дати британским пилотима значајну предност у борбама са непријатељским авионима.
Бројни пилоти били су одушевљени оделом и хтели су га носити током ваздушних операција, али је командовање одлучило да RAF ограничи његову употребу, упркос произведених више од 8.000 јединица, како би се уређај могао користити као највећа предност авијације у инвазија на Европу. Постојала је бојазан да ако би одело прерано пало у руке непријатељу, ова предност би била изгубљена.
Пилоти бомбардера избегавали су на дугим летовима ношење овог одела испуњеног водом јер је оно било гломазно и неудобно, а у њему су они имали и проблем око подешавања телесне температуре. Иако Вилбур Франков „оригинални костим“ није био коришћен у мери у којој се он надао, његов концепт био је предак анти-G одела која ће касније носили не само пилоти већ и астронаути.
Моделе анти-G одела испуњен течношћу, из 1944. (коришћене у рату и после њега), заменила су одела која су се састојала од анти-g панталона са гуменим манжетнама, које су биле повезане са компресором авиона, који је у њих упумпавао ваздух под притиском.
Авионска индустрија је далеко испред нивоа људске толеранције у 1960. и 1970. Произведени су авиони чије су g -оптерећење у распону од 6-9 g, и која су нешто касније повећана и до 12 g, са прирастом убрзања по стопи од 6 g/sec. Од тада смо сведоци разних аеродинамичних промене у авионима које су били строго чувана тајна од непријатеља.

## Функционисање анти-одела
Циљ свих анти-G одела,je да спрече силазак крви у доњу половину тела, што она постижу стварањем притиска у мишићима и крвним судовима, посебно у трбуху и доњим удовима.
Анти- одела се састоје од одела и панталона а израђена су од два слоја „nonstretch“ материјала, са гуменим манжетнама (сличним као код апарата за мерење крвног притиска) уметнутим око бутина, потколеница, и трбуха. Манжетне су међусобно повезане, а трбушна манжетна је преко ребрастог црева повезана са посебним регулатором (g-вентилом), преко кога се убацује гас под притиском у манжетне анти-G одела у сразмери са величином убрзања. Процес пресуризације одела обавља се аутоматски када g-вентил региструје убрзање, а то има за последицу упумпавање ваздуха у манжетне панталоне око екстремитете и трбуха, што повећава повратак крви у грудни кош и смањује силазна кретања дијафрагме и срца код високих убрзања.
Прва анти-g одела, или анти-g панталоне, имала су гумене манжетне (коморе) само око трбуха и ногу, као што су одела типа ЦЗУ-13б и ППК-1, која се и данас најчешће користе. Према потреби ова одела се могу надопунити применом, гумених комора око горњих екстремитета, раменог појаса и грудног коша, као и анти- g прслуком, маском или кацигом за дисање кисеоника под повишеним притиском специјалним рукавицама и чарапама.
Развој савремених борбених авионе током 1980. захтевало је побољшану врсту анти-gзаштите. Анти g вентили су модификовани како би обезбедили брзо и равномерно надувавање манжетни. Експериментална одела су израђивана применом различитих иновација које су детаљно истражене. Међутим, велики напредак дошао је тек са развојем „fullcoverage“ анти-G одела, у којем манжетна у потпуности опкољавају ноге.
Даљи развој заштитних одела укључио је у њих и систем за уравнотежење притиска дисања (анти g прслук), како би се организам пилота боље одупирао циркулаторним поремећајима и поремећају дисања које су изазивала велика убрзања и дисање кисеоника на повишеном притиску, за време лета на великим висинама. Са овим побољшањима, већина пилота сада је могла да одржава функцију вида и свесно стање у дужем временском периоду и на нивоима убрзања од 9 g.
У 21. веку борбене авионе и њихов капацитети за брза дејства, високо прерастају убрзања која је у својим истраживањима наводио Блерио. Будућност доброг наоружања и ваздухопловни системи захтевају много више од човека. Као што је авион постао изузетно покретан, тако и људско тело мора да одговори на убрзану промену убрзања у различитим правцима. Ови авиони, названи агресивни маневарски суперпокретљиви авиони, имају могућност напрезања до 15 g са прирастом убрзања од 15 g/sec. Зато човеково искуство у решавању физиолошких проблема мора бити усмерено у решавању проблема брзих промена дејства силе убрзања од једне до друге осе њиховог деловања.
Развој заштитних анти-G одела пролази дуг пут од Франк-овог одела до одела последње генерације испуњених водом марке „Libelle“, која тренутно пролази кроз поље испитивања како би задовољило све важеће стандарде напредне технологије.

### Анти-вентили
Напредак у развоју анти-G одела, пратила је и технологији израде анти-g вентила, који су такође прошла пут, од механичких анти-g вентила до електронских микропроцесора који контролишу протоке гасова високог притиска у кратким временским интервалима.
Пример; ако микропроцесор анти-g вентила региструје убрзање које је више од +1,5 Gz и ако је почетни ниво прираста отприлике 1,5 G у секунди, соленоид (који се користи да регулише рад вентила), поставља излазни отвор вентила у пун отворени положај, у трајању од 2,5 секунде. Ово временско трајање довољно је да обезбеди да било која величина анти-G одела буде надувана на максимално дозвољени притисак подешен у регулационом делу вентила.
Од најновијих система (енгл. Combined Advanced Technology Enhanced Design G Ensemble), који је у развоју, очекује се да;
- обезбеди заштиту пилота на убрзањима до +9 Gz без напрезања а уз напрезање и до 12 .
- да наменски микропроцесор који је у спрези са вентилом тако дизајниран да прима улазне сигнале из система за управљање летом како би се постигао најбржи могући одговор.
- да уз помоћ одговарајућег софтвер, вентил „препозна“ тренутну и предвиди наредну промену убрзања авиона.

## Добре и лоше особине анти-одела
Велики недостатак анти- g одела је кашњење у времену од почетка дејства убрзања до изједначавања притиска у целом оделу. Са брзим нарастањем високих оптерећења („g-јуриш“) јавља се потреба за предузимањем неких од горе наведених мера, пре пуног учинка контра-мера повишеним притиском у анти-G оделу.
Још једна слаба тачка ових одела је да, недовољно штите вратну кичму, која трпи терет оптерећења од стране главе и пилотске кациге, што ствара страшне болове и замор у пределу врата и рамена.
Посебан недостатак комплетног одела је да оно покрива велику површине тела. То ограничава слободу кретања, а може изазвати и поремећаје због прегревања тела топлотом - и тако деловати исцрпљујуће на организам пилота. Зато одела морају имати систем хлађења, који треба надопунити и правилним избором тканинине од које су сашивена. Савремена анити-G одела у себи осим чисте подршке за висока убрзања парцијално функционишу и као заштита од, АБХ агенаса, хладноће, топлоте и пламена.

## Флуидом-пуњена анти-одела
Примена досадашњих пнеуматских одела није у потпуности решила све проблем и зато се паралелном, применом хумане центрифуге и тренажних летова у Америци и Швајцарској врше истраживања са оделима која користе хидростатски притисак течности.
Пилотска школа Америчког ратног ваздухопловства, за тестирање заштитне летачке опреме, проверава нови концепт заштите пилота, применом новог анти-G одела - испуњеног течношћу, под ознаком Вилин коњиц анти-G одело или водено антигравитационо одело. Ово одело добило је назив Вилин коњиц, јер у свом раду опонаша кретање течности у телу, малог инсекта, Вилиног коњица. Овај принцип кретања течности у телу Вилиног коњица, штити овог мајушног инсекта, од дејства екстремних убрзања, којима је он у току лета изложен и која достижу и до (+,- 30Gz,x,y).
Код овог антиG одела, уместо пнеуматског притиска (компримованог ваздуха), користи се хидростатски притисак течности. Одело се састоји од 4 на крајевима затворене цеви (коморе), испуњене течношћу (дестилованом водом) у количини од око 2 lit., и које се пружају од врата до глежња пилота. Током високих g убрзања сила убрзања, гура крв према нижој половини тела, а само померање крви у једној секунди, далеко од мозга може узроковати губитак свести. У том моменту течност у оделу врши контра притисак и враћа крв у горње делове тела и обезбеђује нормалну циркулацију крви у мозгу.
Примена овог система, покрива 90% површине тела, што обезбеђује заштиту, без већег напрезања, до (+9g), а темељи се на концепту да течност сама својим кретањем регулише притисак и не захтева посебан механички регулаторни систем, нити било каква подешавања на инструмент табли авиона, што знатно скраћује време до почетка дејства одела и поједностављује поступак регулације контрапритиска, јер се регулација врши аутоматски, и не омета пилота у управљању авионом, чиме се постиже и већа безбедност.
У случају принудног напуштања ваздухоплова након удеса, воду из овог одела пилот може користити и за пиће. Како не би дошло до залеђивања воде у оделу, у току летења на великим висинама, када постоји могућност принудног напуштања авиона, вода се обогаћује додавањем антифриза.,

### Нова анти-одела „Red Bull“ пилота у борби против силе убрзања
Циљ новог анти-G одела је заштита „Red Bull“ пилота од изузетно снажних g оптерећења која могу достићи и до +12g, за кратко време, када њихови авиони изводе маневар између авио-капија, или када се великом брзином крећу око тркачке стазе.
Прототип анти-G одела прилагођен за ове ваздушне тркаче развијен је током последњих неколико година а пилоти „Red Bull“, су учествовали у њиховом тестирању у Луфтвафеовом Ваздухопловномедицинском центру близу Дрездена где су у овом оделу излагани убрзању у пилотској, хуманој центрифуги, центрифугалној g-сили до +9Gz.
Dirk Eckhardt вођа „Red Bull“-овог пројекта о значају овог одела за већу успешност пилота у летењу, изјавио је;
| „ | Систем може обезбедити тренутно анти-g заштиту у току трке, захваљујући револуционарном дизајну који ће дати пилоту нови алат у борби против g-силе,…. Са анти-G оделом, које се састоји од четири течношћу напуњене цеви - назване „течни мишићи“ – спречава се дејство g-сила које се појављују. На тај начин кисеоником богата крв остаје у горњим деловима тела и глави, уместо да силази доле. Нема додатних прекидача или регулатора који се користе код конвенционалних пнеуматских анти-G одела. Циљ је да се њиховом употребом, додатно подигну високи безбедносни стандарди у „Red Bull“-ваздушним тркама. Желимо пронаћи начин да помогнемо пилоту да своју пажњу усредсреди на летење и смањимо „збуњујуће“ високе g-силе. | ” |

## Анти-одела са пуном заштитом
Анти- одела са пуном заштитом, заједно са кисеоником маском, заштитом кацигом и обућом, не само да штите тело пилота од негативног дејства убрзања већ омогућавају потпуну изолацију његовог тела од околне средине. Уз помоћ кисеоника и вентилационе опреме и регулатора притиска ова одела штите организма пилота од дејства убрзања, ниске температуре и прегревања на високој температури, стварајући микроклиму у оделу која обезбеђујући сигурност на било којој висини лета, при различитим маневрима.

## Најчешће употребљавана анти-оделе у свету
| Порекло               | Назив  | Карактеристике                      |
| --------------------- | ------ | ----------------------------------- |
| Уједињено Краљевство  |        | Анти-„g“-панталоне + чарапе + прслук |
| Немачка               |        | Преко целог тела                    |
| Сједињене Државе      | [ 17 ] | Панталоне+прслук                    |
| Сједињене Државе      | [ 18 ] | Преко целог тела + анти „“ чарапе   |
| Шведска               |        | Преко целог тела                    |
| Русија                | ВКК-6  | Преко целог тела + анти „“ чарапе   |
| Канада                |        | Преко целог тела                    |
| НАТО                  | [ 19 ] | Панталоне                           |
|                       |        |                                     |
| На дан: 20. март 2010 |        |                                     |